# 방울

물방울이 수면 위에서 춤을 추고 있다.

방울은 대기압을 뺀 압력을 받지 않은 조그만 액체 부피의 모임이다. 표면장력으로 형태가 결정된다.

## 표면 장력
물방울이 생기는 이유는 액체가 표면 장력을 보이기 때문이다.
왼쪽 그림에서 표면장력을 T라고 하고 물방울 내부와 외부의 기압차를 p, 물방울 직경을 d라고 한다면 표면장력에 의해 물방울의 잘라진 면의 원주에 작용하는 합력과 압력차에 의해 발생하는 힘이 평형을 이루기 때문에, 이들의 관계를 다음과 같이 나타낼 수 있다.
{\displaystyle \pi dT={\frac {\pi }{4}}d^{2}p}
{\displaystyle T={\frac {dp}{4}}}

## 소리
물방울이 액체 표면에 부딪힐 때 소리의 주된 근원은 물거품의 공명이다. 이 진동하는 거품은 흐르는 물, 물 튀기기 등 대부분의 액체 소리에 관여하며 이들은 수많은 물방울 충돌로 이루어진다.

## 같이 보기
- 비
- 피치 낙하 실험